# Herbaspirillum rhizosphaerae
Herbaspirillum rhizosphaerae es una bacteria gramnegativa del género Herbaspirillum. Fue descrita en el año 2007. Su etimología hace referencia a rizosfera. Es aerobia y móvil por flagelo bipolar. Tiene un tamaño de 0,3-0,4 μm de ancho por 1,8-2,2 μm de largo. Temperatura de crecimiento entre 4.34 °C, óptima de 25-30 °C. Es sensible a los antibióticos:  cloranfenicol, gentamicina, kanamicina, neomicina, estreptomicina y tetraciclina. Resistente a ampicilina, cefalotina, lincomicina, novobiocina, penicilina y polimixina. Tiene un contenido de G+C de 60%. Se ha aislado de la rizosfera de la planta Allium victoralis en Corea del Sur. 